# Jotapa (córka Arystobula II)
Jotapa (zm. I w.) − syryjska arystokratka, córka Arystobula II i Jotapy.
Jotapa była niesłysząca.